# Román Ramos
Román Ramos Álvaro (Santa María de Cayón, Cantabria, 6 de enero de 1991) es un piloto de motociclismo español.
En 2010 participó en dos pruebas del Campeonato Mundial de Motociclismo, quedándose al borde de los puntos en una de ellas. Durante este año también compitió en el CEV con el equipo MIR de Julián Miralles y ocupó la quinta posición en la clasificación final. En 2013 se proclamó vencedor del Campeonato de España de Velocidad en la categoría de Moto2.
A partir de 2015, participó en el Campeonato Mundial de Superbikes (WorldSBK) con el equipo Go Eleven pilotando una Kawasaki ZX-10R.[actualizar]